# Periaeschna lebasi
Periaeschna lebasi är en trollsländeart som beskrevs av Navás 1930. Periaeschna lebasi ingår i släktet Periaeschna och familjen mosaiktrollsländor. IUCN kategoriserar arten globalt som otillräckligt studerad. Inga underarter finns listade i Catalogue of Life.